# 尾羽根川
尾羽根川（おばねがわ）は、千葉県成田市を流れる一級河川（昭和35年4月1日告示152号の2、昭和50年4月11日告示707号改正）。利根川水系利根川の支流である。流域面積27.2km2、指定延長は3.5km。

## 概要
千葉県成田市大室字高崎地先の市道久住停車場芝線高崎橋下流端に源を発し、西流しながら、成田市四谷の派川根木名川に合流。向きを北流に変え尾羽根川水門を通り、利根川へと合流する。

## 河川改修
現状は未改良であり、度々氾濫を起こしているが、沿川の土地利用の大部分が水田である事から、洪水時の被害が小く、現況治水安全度を維持するための堤防の嵩上げ等の管理に留まる。

## 架かる橋
- 水掛橋

## 生物
- コイ
- ギンブナ
- ウグイ
- ヨシノボリ
- ドジョウなど